# Ранние европейские земледельцы

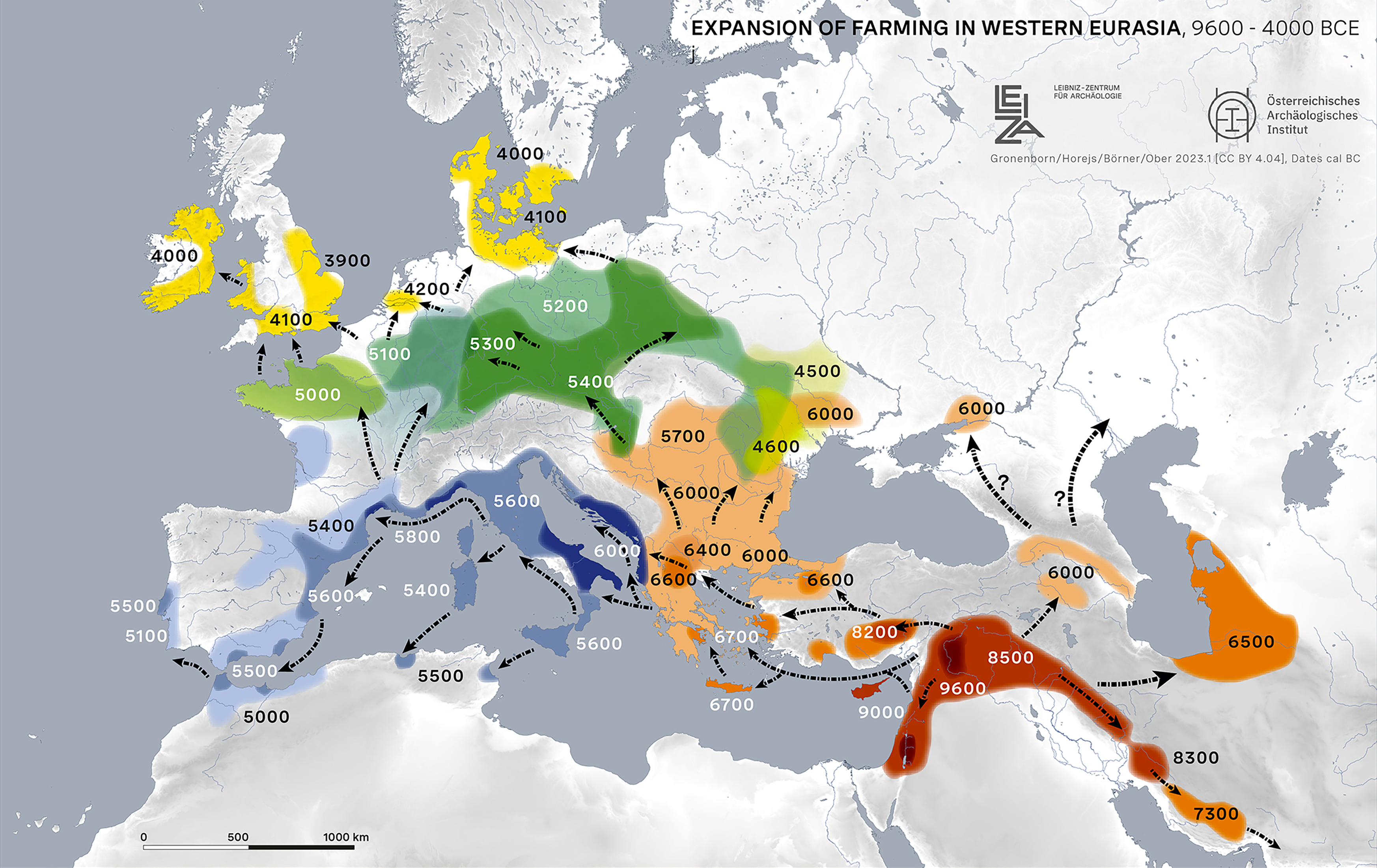
Распространение земледелия из Юго-Западной Азии в Европу и Северо-Западную Африку, между 9600 и 4000 годами до н.э.

Ра́нние европе́йские земледе́льцы (англ. Early European Farmers (EEF)) — в археогенетике название предкового компонента, связанного с потомками анатолийских неолитических земледельцев, которые принесли сельское хозяйство в Европу и Северо-Западную Африку. Анатолийские неолитические земледельцы (англ. Anatolian Neolithic Farmers) были предковым компонентом, впервые выявленным у земледельцев из Анатолии (также известной как Малая Азия) в неолите, и за её пределами в Европе и Северо-Западной Африке, они также существовали на Иранском нагорье, Южном Кавказе, Месопотамии и Леванте. Хотя распространение сельского хозяйства с Ближнего Востока в Европу давно признано археологией, только недавние достижения археогенетики подтвердили, что это распространение было тесно связано с миграцией людей, а не просто культурным обменом.
Самые ранние земледельцы в Анатолии получили большую часть (80-90 %) своей родословной от местных охотников-собирателей, с незначительной левантийской и кавказской примесью. Ранние европейские земледельцы переселились в Европу из Анатолии через Юго-Восточную Европу примерно с 7000 г. до н. э., постепенно распространились на север и запад и достигли Северо-Западной Африки через Пиренейский полуостров. Генетические исследования подтвердили, что более поздние земледельцы Европы, как правило, также имеют небольшой вклад от западноевропейских охотников-собирателей (WHG), со значительными региональными вариациями. Европейские популяции земледельцев и охотников-собирателей сосуществовали и торговали в некоторых местах, хотя данные свидетельствуют о том, что их отношения не всегда были мирными. В течение следующих 4000 лет Европа была преобразована в сельскохозяйственные общины, а WHG по всей Европе были замещены земледельцами. В течение энеолита и раннего бронзового века европейские сельскохозяйственные общины в основном EEF-предков смешивались с людьми, родственными ямной культуре, происходящими из черноморско-каспийских степей, которые несли предковый компонент западных степных скотоводов (WSH) и, вероятно, говорили на индоевропейских языках. Родословная EEF распространена среди современных европейских и северо-западных африканских популяций, причем родословная EEF наиболее высока среди южных европейцев, особенно сардинцев и басков.
Отдельная группа анатолийских неолитических земледельцев распространилась на восток Анатолии и оставила значительное генетическое наследие на Иранском плато, Южном Кавказе, Леванте (докерамический неолит B) и Месопотамии. Они также играют незначительную роль в этногенезе западных степных скотоводов ямной культуры. Родословная анатолийских неолитических земледельцев обнаружена в значительных количествах у современных европейских, западно-азиатских и североафриканских популяций, а также обнаружена у центрально- и южноазиатских популяций (через Бактрийско-Маргианский археологический комплекс и культуру шнуровой керамики) с более низкими уровнями.

Неолитические культуры Европы

Доля ранних европейских земледельцев преобладает среди исследованных геномов следующих археологических культур:
- культура линейно-ленточной керамики
- культура Триполье-Кукутень
- культура воронковидных кубков
- культура шаровидных амфор
- культура импрессо
- Нурагическая цивилизация Сардинии
- Неолит Британских островов